# SCC Berlin
SC Charlottenburg is een Duitse omni-sportvereniging uit Westend in het district Charlottenburg-Wilmersdorf van de hoofdstad Berlijn. De club is actief in American football, atletiek, baseball, basketbal, handbal, hockey, ijshockey, softbal, tennis, voetbal, volleybal en zwemmen. 

## Voetbal
De club werd in 1902 opgericht als Charlottenburger Sport-Club 1902. De club speelde in de competitie van de Berlijnse atletiekbond, de minst sterke van de drie Berlijnse competities. In 1911 fusioneerde de club met Sport-Club Westen 05 en veranderde de geel-blauwe clubkleuren naar zwart-wit. De club kwalificeerde zich niet voor de nieuwe Berlijnse competitie, die de drie bonden verenigde. In 1919 fuseerde de club met FC Union Charlottenburg 1898 en werd zo Union-SC Charlottenburg. De club speelde in de hoogste klasse van de Brandenburgse voetbalbond. In 1921/22 werd de club groepswinnaar en stootte door naar de finale om de titel, die het verloor van Norden-Nordwest. In 1927 werd de naam in SC Charlottenburg veranderd en datzelfde jaar degradeerde de club. Na één seizoen promoveerde de club weer, maar kon het behoud niet verzekeren. In de jaren dertig en veertig kon de club niet meer in de hoogste klasse spelen.
Na de Tweede Wereldoorlog werden alle Duitse voetbalclubs opgeheven. De club werd heropgericht als SG Charlottenburg en nam deel aan het eerste naoorlogse kampioenschap. In 1947 werd de club zelfs kampioen. Dat seizoen was er echter nog geen eindronde om de Duitse landstitel. In 1949 werd SG Charlottenburg weer onderverdeeld in de historische voorgangers en SC Charlottenburg belandde in de derde klasse. De volgende tijd slaagde de club er niet meer in door te dringen tot de hogere klassen.
Begin jaren tachtig had de club een heropleving en na twee opeenvolgende promoties speelde de club in 1983/84 in de 2. Bundesliga. Na één seizoen degradeerde de club weer. De club bleef het goed doen in de Oberliga en werd in 1986 kampioen. In de eindronde om promotie naar de 2. Bundesliga eindigde de club achter FC St. Pauli en Rot-Weiss Essen. Het volgende seizoen volgde echter een degradatie. De club bleef in de middenreeksen van het Duitse voetbal spelen en speelde een tijdje Verbandsliga Berlin, tot de invoering van de 3. Liga in 2009 de vijfde klasse, maar inmiddels de zesde klasse. In 2009 degradeerde de club naar de Landesliga. In 2015 promoveerde de club terug naar de Berlin-Liga, maar kon daar het behoud niet verzekeren. In 2018 promoveerde de club opnieuw maar keerde na één seizoen terug in de Landesliga. In 2020 promoveert de club wederom.

## Volleybal
SCC Berlin is in het volleybal succesvoller als in het voetbal. De club was jarenlang een van de grootste concurrenten van topclub VfB Friedrichshafen en werd al drie keer landskampioen (1993, 2003 en 2004). Ook de Duitse beker werd drie keer gewonnen (1994, 1996 en 2000).